# David Ferrier

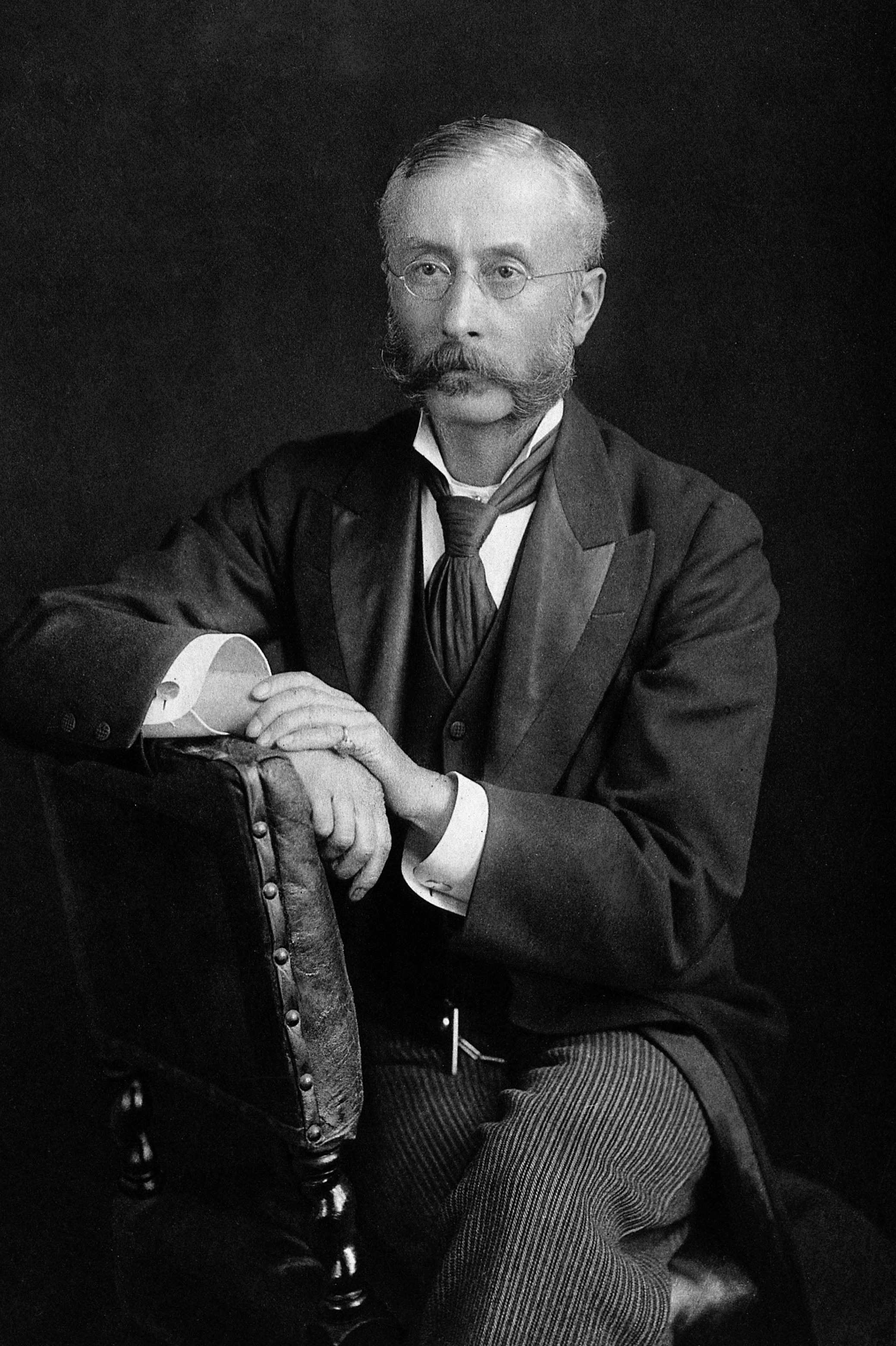
David Ferrier

Sir David Ferrier (* 13. Januar 1843 in Woodside bei Aberdeen, Schottland; † 19. März 1928 in London) war ein britischer Physiologe und Neurowissenschaftler.

## Leben
Der 1843 geborene David Ferrier studierte Medizin und wurde Assistent des Philosophen und Psychologen Alexander Bain (1818–1903) in Aberdeen.
Auf Anraten Bains arbeitete Ferrier einige Zeit in Deutschland bei Hermann von Helmholtz (1821–1894) und bei Wilhelm Wundt (1832–1920) in Heidelberg, die sich beide als ausgebildete Physiker mit sensorischer Physiologie beschäftigten.
Nach Schottland zurückgekehrt, promovierte Ferrier an der Universität von Edinburgh in Medizin. 1870 wechselte er nach London, wo er am King’s College-Hospital (dort ab 1871 Professor) und dem Nationalen Krankenhaus für Paralyse und Epilepsie, der ersten auf neurologische Krankheiten spezialisierten Klinik in England, arbeitete.
Der Neurologe John Hughlings Jackson (1835–1911), der ebenfalls dort arbeitete, gab ihm dem Anstoß zu einem übergreifenden theoretischen Konzept.
U.a. führte er auf Einladung des Neurologen und Psychiaters James Crichton-Browne (1840–1938), am „West Riding Lunatic Asylum“ in Kenntnis und Fortsetzung der Versuche des deutschen Anatomen, Anthropologen und Physiologen  Gustav Fritsch (1838–1927) und des deutschen Internisten, Neurologen und Psychiaters sowie experimentellen Epileptologen Eduard Hitzig (1838–1907) – allerdings ohne diese in seinen Publikationen zu zitieren – weitergehende und genauere kortikale Stimulations- und Ablationsexperimente an Tieren, insbesondere Schimpansen, durch, woraus 1876 auch erste Hirnkarten entstanden.
Ferrier starb 1928 in York House, Kensington (London) an einer Lungenkrankheit.

## Ehrungen
1876 wurde Ferrier als Fellow in die Royal Society gewählt, die ihm 1890 die Royal Medal verlieh. 1890 wurde Ferrier zum Mitglied der Leopoldina und 1900 zum Fellow der Royal Society of Edinburgh gewählt. 1911 wurde er zum Knight Bachelor geadelt.

## Schriften (Auswahl)
- Historical Notes on Poisoning. London 1872.
- The Localisation of Cerebral Disease (= Goulstonian Lectures, 1878). London 1878.
- The Functions of the Brain. Smith, Elder & Co., London 1876; 2. Auflage 1886. Deutsch: Die Function des Gehirnes. Übersetzt von H. Obersteiner. Braunschweig 1879.
- Principles of Forensic Medicine.  6. Auflage. London 1888.
- mit William Augustus: Cerebral Localisation. London 1890.
- Recent work on the cerebellum and its relation. In: Brain. Band 17, 1894, S. 1 ff.
- The Heart and Nervous System (= Harveian Oration, 1902). London 1902.
- On Tabes Dorsalis (= Lumleian Lectures, 1906). London 1906.